# Lotto Sport Italia
Lotto Sport Italia is een Italiaanse fabrikant van sportschoenen, sportkleding, sportuitrustingen, vrijetijdskleding en accessoires. Het bedrijf verkoopt zijn producten onder andere onder de merknamen Lotto, Lotto Leggenda, Lotto Works, Le DD, Etonic en Mya.

## Geschiedenis
Lotto Sport Italia werd in juni 1973 opgericht onder de naam Lotto door de familie Caberlotto, die tevens eigenaar was van het Italiaanse voetbalteam FBC Treviso. In de beginjaren concentreerde Lotto zich op de Italiaanse markt en op de sport tennis. De fabrikant begon met het fabriceren van tennisschoenen, gevolgd door schoeisel voor basketbal, volleybal, atletiek en voetbal. Enige tijd later werd de productie van sportkleding toegevoegd. Internationaal bleef het merk snel groeien en tien jaar na de oprichting was Lotto al vertegenwoordigd in meer dan 60 landen.
Lotto heeft in de loop der jaren vooral in het tennis en voetbal naam gemaakt. Internationaal bekende sporters als Ruud Gullit, Boris Becker en Martina Navrátilová werden gecontracteerd. Daarnaast sloot het Italiaanse merk kledingsponsordeals met onder meer AC Milan en het Nederlands voetbalelftal.
In juni 1999 nam een groep lokale zakenlui, die al actief waren in de sportsector, Lotto over. De overname werd geleid door Andrea Tomat, die de rol van president en CEO van het nieuwe bedrijf op zich nam. De bedrijfsnaam Lotto ging op in Lotto-Sport Italia SpA.

## Sponsoring

### Tennissers
- Alizé Cornet
- Agnieszka Radwańska
- Carla Suárez Navarro
- Lesja Curenko
- Yanina Wickmayer
- Anna-Lena Friedsam
- Varvara Lepchenko
- Karin Knapp
- Denisa Allertova
- Magdalena Rybarikova
- Lara Arruabarrena-Vecino
- Urszula Radwańska
- David Ferrer
- Leonardo Mayer
- Daniil Medvedev
- Lukáš Rosol
- Kevin Anderson
- João Sousa
- Gianluigi Quinzi

### Voetbal anno 2025[2]

##### Europa
- AC Monza
- Iraklis FC

##### Zuid-Amerika
- Atlético Bucaramanga
- CD El Nacional
- Deportivo Cuenca
- SD Aucas
- Sport Huancayo
- Sportivo Trinidense

##### Nationale elftallen
- Brunei
- Cookeilanden
- Samoa
- Vanuatu